# Wiet Ledeboer
Louis Marie Willem (Wiet) Ledeboer (Hatert, Nijmegen, 23 februari 1888 - Rotterdam, 4 november 1973) was een Nederlands ambtenaar en voetballer.

## Leven en werk
Ledeboer speelde als doelman bij Quick Nijmegen. Hij maakte deel uit van de selectie van het Nederlands voetbalelftal voor de Olympische Zomerspelen in 1912 maar werd vlak voor het toernooi vanwege een blessure vervangen door Wim van Eek van GVC.
Hij was hoofdinspecteur rijksbelastingen en huwde in 1912 in Batavia met Christine van der Haas.